# Lillsjöstationen

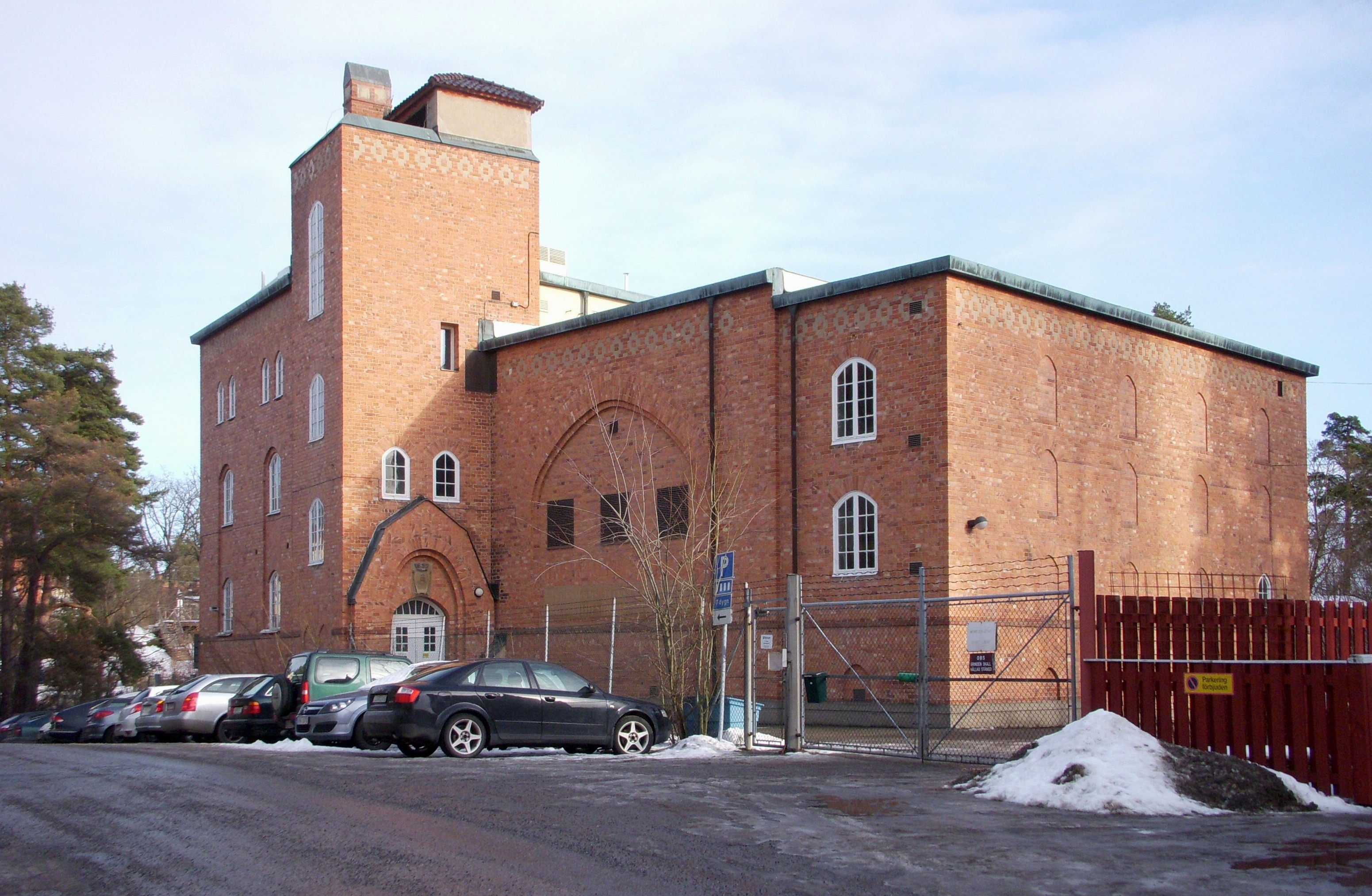
Lillsjöstationen i februari 2012.

Lillsjöstationen var en understation för Stockholms elektricitetsverk som uppfördes 1913 på fastigheten Furuhöjden 19 vid Lövåsvägen i stadsdelen Ulvsunda i Västerort,  Stockholms kommun. Byggnaden ritades av elverkets arkitekt Gustaf de Frumerie. Enligt Stockholms stadsmuseum bedöms anläggningen vara av "större kulturhistoriskt värde" och bör q-märkas i samband med en stadsplaneändring.

## Historik

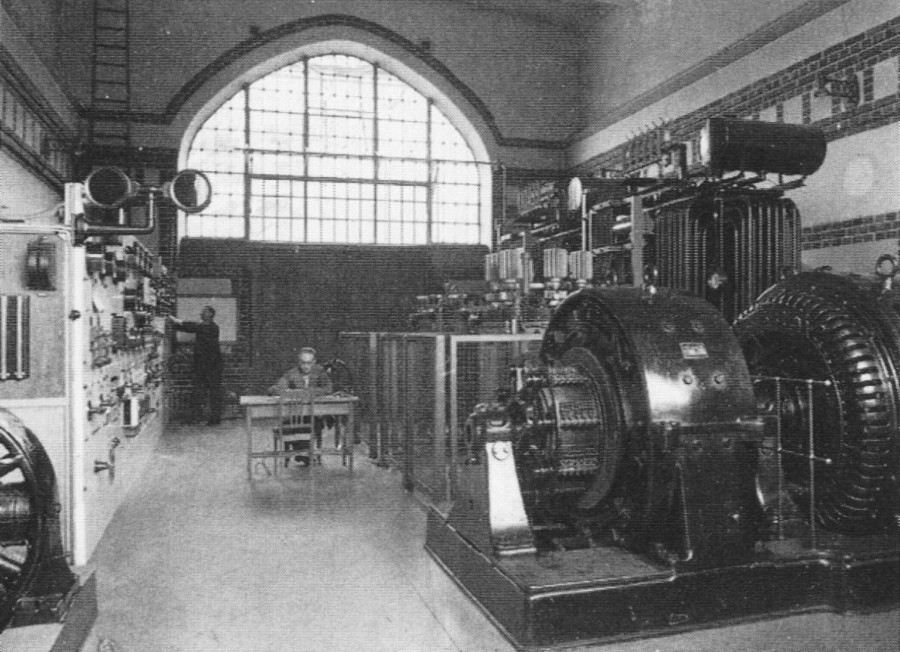
Maskinhallen 1938.

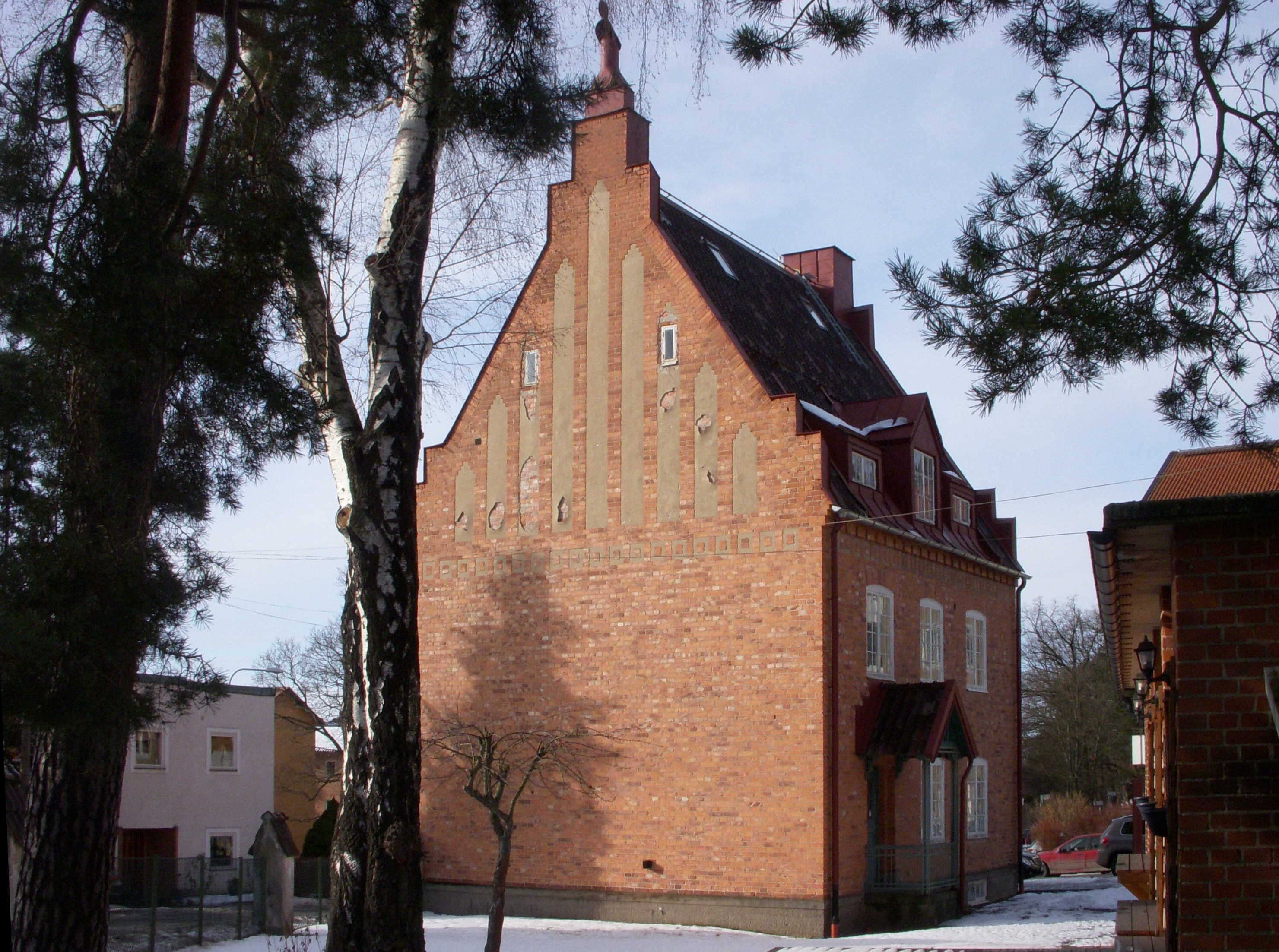
Stationens boningshus.

I samband med tillkomsten av Ulvsunda trädgårdsstad och att Brommabanan drogs ut till Ulvsunda lät Stockholms elektricitetsverk uppföra Lillsjöstationen år 1913. Det rörde sig om en  likriktarstation som omformade 6 kV växelström till  2x200 V likström. Byggnaden ritades av Gustaf de Frumerie i en tegelarkitektur med nationalromantiska inslag. Fasaderna har beklädnad av rött tegel, markerade avlastningsbågar och en sammanhållande mönstermurad fris. Maskinhallens innerväggar smyckades med mönstermurade partier. Hallen har planmått 9x16 meter och rumshöjd cirka 7 meter.  
Samtidigt med att maskinhuset byggdes, byggdes ett till stationen hörande bostadshus för personal i jourtjänst, även det ritat av de Frumerie. Det fick en utformning med röda tegelfasader, mönstermurad fris och blinderingar på gavlarna. Det branta taket täcktes med glaserat taktegel. 
Med likströmsdistributionens successiva avveckling togs likriktarstationen ur bruk och utrustningen revs ut. Maskinbyggnaden tillbyggdes 1962 med en ny transformatorstation för distribution av 380/220 V växelström, och kontrollrum inrättades på våning 1 trappa. Idag (2018) används maskinhallen som förråd och verkstad av Ellevio.